# Fernando Barrichello
Fernando "Fefo" Alcide Barrichello (São Paulo, 12 de setembro de 2005), é um automobilista brasileiro que recentemente participou da Eurofórmula Open. Ele é o filho mais novo do ex-piloto de Fórmula 1, Rubens Barrichello, o irmão mais novo de Eduardo Barrichello, e primo de Felipe Giaffone.

## Biografia
Fernando Alcide Barrichello nasceu em São Paulo em 12 de setembro de 2005. Seu pai é Rubens Barrichello, ex-piloto de Fórmula 1, sua mãe é Silvana Giaffone Alcide, prima dos pilotos Affonso, Nicolas e Felipe Giaffone, e ele possui um irmão mais velho, chamado Eduardo "Dudu" Barrichello, que também é piloto. Fefo, como é carinhosamente chamado, ainda tem mais parentes por parte de pai que estão no mundo do automobilismo, como seu tio Christian Bartz e seu primo Felipe Barrichello Bartz, a quem enfrentou na F4 Brasil. Seus pais se divorciaram em 2019.
Na adolescência, Fefo se mudou com sua família para Orlando, Flórida, com o intuito de prosseguir em sua carreira de piloto e também para fugir da violência urbana no Brasil. Fefo é torcedor do Corinthians, assim como seu pai e seu irmão. Ele chegou a dar uma pausa nas competições de kart por causa do futebol, mas logo retornou às pistas.
Em agosto de 2024, Fefo se envolveu em um acidente de trânsito com um motociclista na Avenida Francisco Junqueira, em Ribeirão Preto. O motociclista teve ferimentos leves, e o piloto se prontificou a ressarcir os prejuízos.

## Carreira

### Kart
Fefo Barrichello foi introduzido ao kart aos seis anos, por influência da família. Ele estreou em competições de cartismo em 2015, ao correr no Florida Winter Tour na classe Mini ROK, terminando em oitavo lugar, e na Shell SKB Paulista de kart na classe Cadete, onde acabou em terceiro, sendo superado por um jovem Rafael Câmara. Foi vice-campeão sul-americano e da Copa São Paulo KGV. Também competiu nas 500 milhas de kart em Interlagos ao lado do pai e do irmão Dudu, vencendo em 2022. Seu melhor resultado em sua carreira no kart internacional foi o segundo lugar na Orlando Cup de 2018 na categoria Junior ROK.

### Fórmula 4
Barrichello foi anunciado pela Full Time Sports para competir na temporada inaugural do Campeonato Brasileiro de Fórmula 4. Fefo venceu duas corridas e ficou em 7º lugar no campeonato, com 123 pontos.

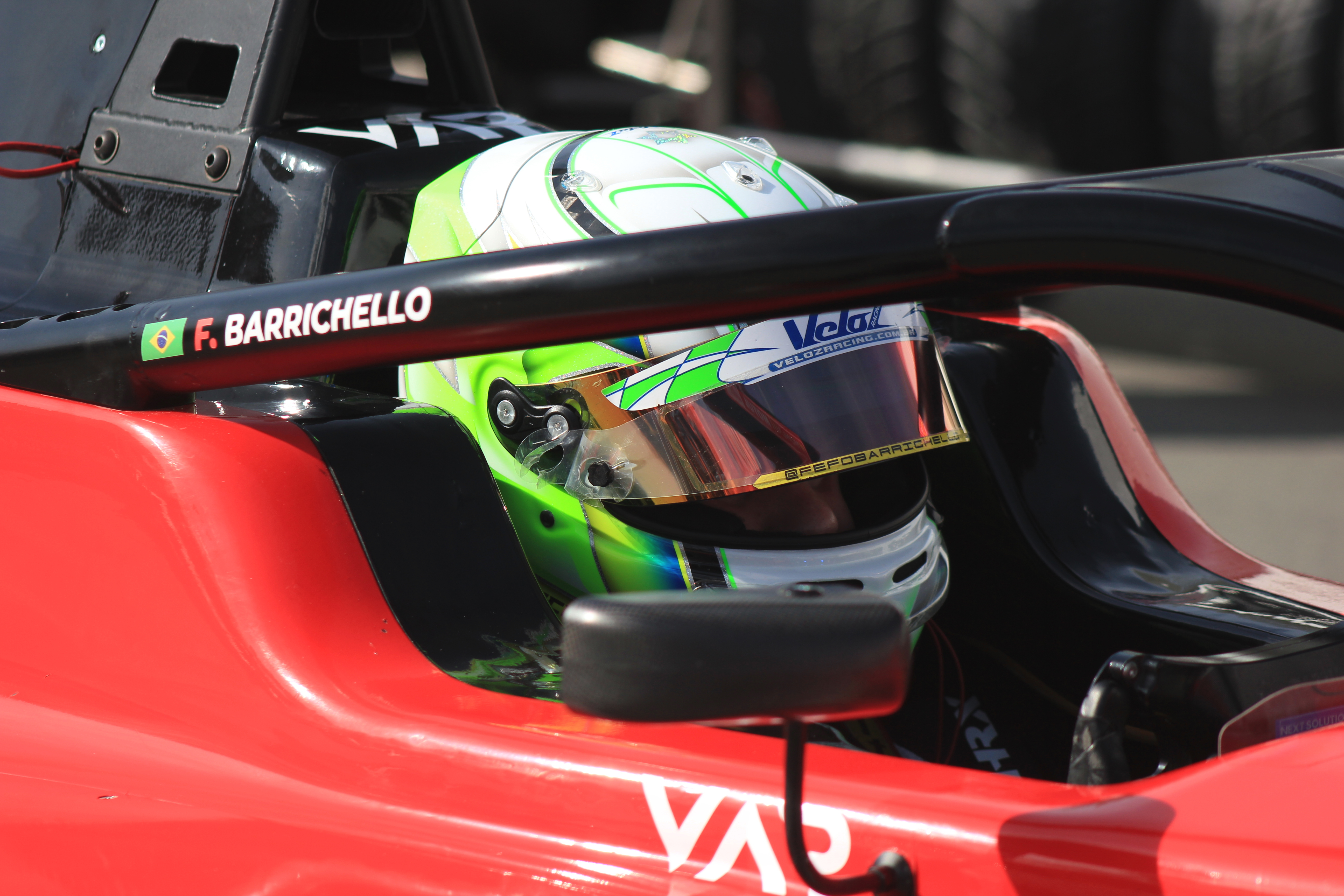
Fefo na etapa de Spa-Francorchamps da Fórmula 4 Espanhola de 2023

No início de 2023, ele se juntou à Carlin no Campeonato de Fórmula 4 dos Emirados Árabes Unidos de 2023. Nas nove corridas disputadas, ele não pontuou em nenhuma, se classificando em 42º.
Para sua campanha em tempo integral, ele se juntou ao Campeonato Espanhol de Fórmula 4 com a Monlau Motorsport  pontuando apenas na primeira rodada em Spa-Francorchamps. Fefo ficou em décimo sétimo na classificação do campeonato, com 6 pontos.
Barrichello retornou à F4 Brasil em 2023 com a Cavaleiro Sports, a partir da segunda etapa em Interlagos, alcançando o oitavo lugar na segunda corrida. Pontuou de forma consistente ao longo da temporada, e conquistou quatro pódios: um segundo lugar na segunda corrida em Mogi Guaçu, um terceiro lugar na terceira corrida em Goiânia e dois segundos lugares na próxima etapa em Interlagos. Ele terminou a etapa final em Interlagos com mais dois pódios e uma primeira volta mais rápida na corrida final. Barrichello encerrou o campeonato em 5º lugar, com 140 pontos.

### Eurofórmula Open
Barrichello mudou-se para a Eurofórmula Open em 2024, competindo com a Team Motopark, onde fez parceria com o ex-piloto de Fórmula 2 Brad Benavides, Levente Révész, Cenyu Han e Jakob Bergmeister.

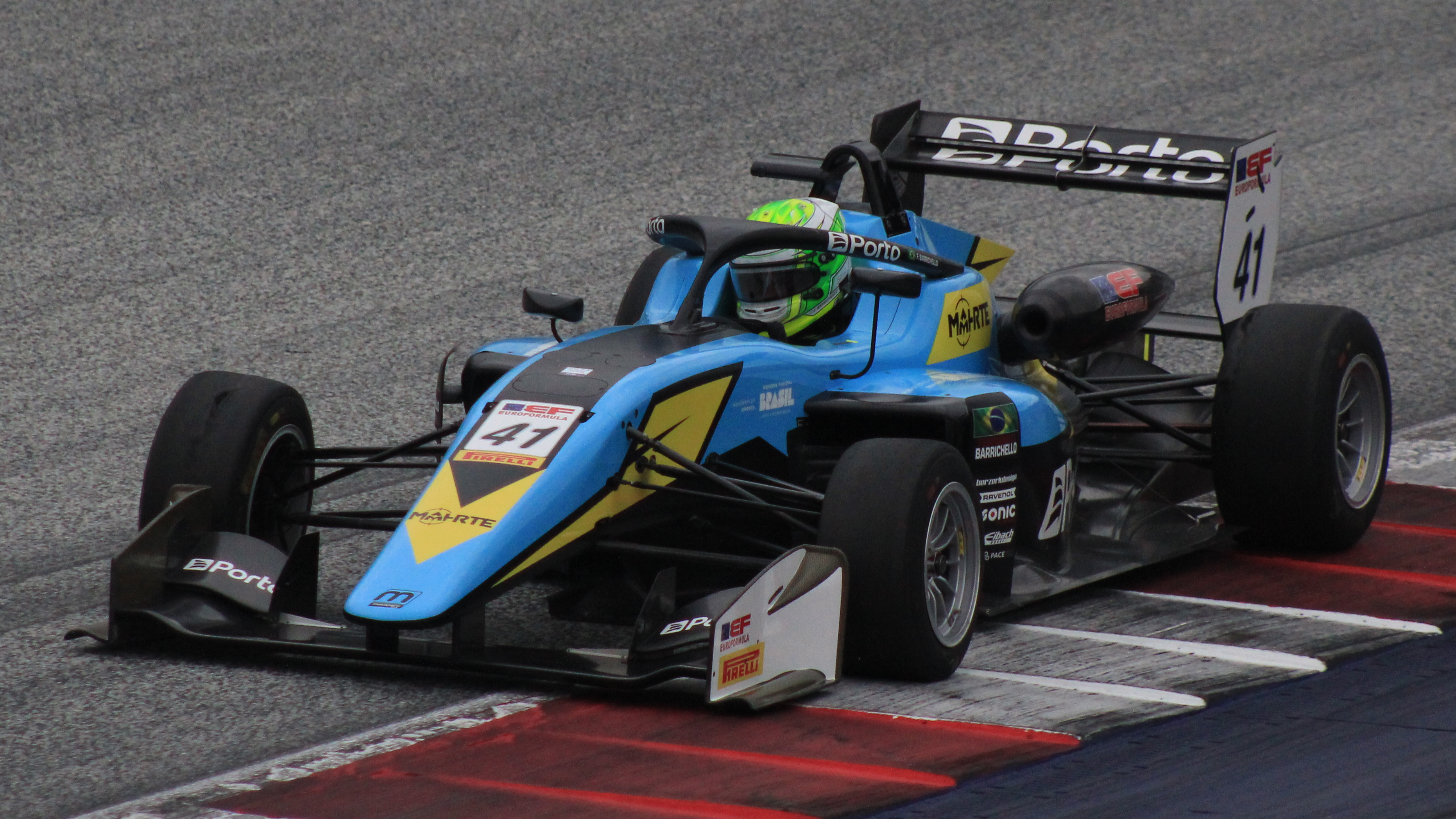
Fefo na etapa do Red Bull Ring da Eurofórmula Open de 2024

Começou o ano como o único estreante, o que facilitou seu caminho na briga pelo título de melhor novato. Ele levou esse título na primeira corrida da quinta rodada, por ter sido o único a competir em todas as rodadas até aquele momento. Ao longo do ano, Fefo enfrentou outros novatos, como Enzo Richer, que competiu apenas na quinta rodada, Vladislav Ryabov e Ricardo Escotto, que entraram na sétima rodada. Fefo encerrou o ano com 20 vitórias entre os estreantes, finalizando o ano como o único a ter disputado todas as provas e não ter abandonado nenhuma.
Já na competição principal, Fefo se mostrou consistente, figurando no Top-10 em todas as provas e alcançando seis pódios, incluindo duas vitórias. A primeira veio na corrida 2 do Red Bull Ring, e a segunda foi na corrida que encerrou a temporada, que foi concedida a ele porque o vencedor original, Yevan David, não era elegível para pontos. Barrichello fechou o ano em terceiro, anotando 264 pontos, 81 a menos que o vice Francesco Simonazzi e 167 a menos que seu companheiro Benavides, o campeão da temporada.
Barrichello segue com a Motopark para 2025.

## Resultados

### Resumo da carreira
| Temporada | Categoria            | Equipe            | Corridas | Vitórias | Poles | V.M.R. | Pódios | Pontos | Posição |
| --------- | -------------------- | ----------------- | -------- | -------- | ----- | ------ | ------ | ------ | ------- |
| 2022      | Fórmula 4 Brasileira | Full Time Sports  | 18       | 2        | 0     | 1      | 4      | 123    | 7º      |
| 2023      | Fórmula 4 Emiradense | Rodin Carlin      | 9        | 0        | 0     | 0      | 0      | 0      | 42º     |
| 2023      | Fórmula 4 Espanhola  | Monlau Motorsport | 21       | 0        | 0     | 0      | 0      | 6      | 17º     |
| 2023      | Fórmula 4 Brasileira | Cavaleiro Sports  | 15       | 0        | 0     | 1      | 6      | 140    | 5º      |
| 2024      | Eurofórmula Open     | Motopark Team     | 24       | 1        | 0     | 1      | 5      | 264    | 3º      |
| 2025      | Eurofórmula Open     | Motopark Team     | 0        | 0        | 0     | 0      | 0      | TBD    | TBD     |

### Resultados completos da Fórmula 4 Brasileira
(Legenda) (Corridas em negrito indicam pole position) (Corridas em itálico indicam volta mais rápida)
| Ano  | Equipe           | 1        | 2        | 3          | 4          | 5        | 6         | 7        | 8        | 9        | 10       | 11       | 12       | 13       | 14      | 15       | 16       | 17       | 18       | Pos. | Pts. |
| ---- | ---------------- | -------- | -------- | ---------- | ---------- | -------- | --------- | -------- | -------- | -------- | -------- | -------- | -------- | -------- | ------- | -------- | -------- | -------- | -------- | ---- | ---- |
| 2022 | Full Time Sports | MOG1 1 4 | MOG1 2 3 | MOG1 3 14† | INT1 1 12  | INT1 2 9 | INT1 3 7  | INT2 1 7 | INT2 2 1 | INT2 3 7 | MOG2 1 6 | MOG2 2 3 | MOG2 3 6 | GYN 1 4  | GYN 2 5 | GYN 3 13 | INT3 1 8 | INT3 2 1 | INT3 3 8 | 7º   | 123  |
| 2023 | Cavaleiro Sports | INT1 1   | INT1 2   | INT1 3     | INT2 1 13† | INT2 2 8 | INT2 3 13 | MOG 1 6  | MOG 2    | MOG 3 4  | GYN 1 6  | GYN 2 4  | GYN 3    | INT3 1 4 | INT3 2  | INT3 3 2 | INT4 1 3 | INT4 2 9 | INT4 3 2 | 5º   | 140  |

### Resultados completos da Eurofórmula Open
(Legenda) (Corridas em negrito indicam pole position) (Corridas em itálico indicam volta mais rápida)
| Ano  | Equipe        | 1       | 2       | 3       | 4        | 5       | 6       | 7       | 8       | 9       | 10      | 11      | 12    | 13      | 14      | 15    | 16      | 17      | 18      | 19      | 20    | 21      | 22      | 23      | 24      | Pos. | Pts. |
| ---- | ------------- | ------- | ------- | ------- | -------- | ------- | ------- | ------- | ------- | ------- | ------- | ------- | ----- | ------- | ------- | ----- | ------- | ------- | ------- | ------- | ----- | ------- | ------- | ------- | ------- | ---- | ---- |
| 2024 | Team Motopark | PRT 1 6 | PRT 2 6 | PRT 3 4 | HOC 1 4* | HOC 2 6 | HOC 3 6 | SPA 1 6 | SPA 2 6 | SPA 3 6 | HUN 1 4 | HUN 2 5 | HUN 3 | LEC 1 4 | LEC 2 4 | LEC 3 | RBR 1 6 | RBR 2 1 | RBR 3 6 | CAT 1 4 | CAT 2 | CAT 3 4 | MNZ 1 4 | MNZ 2 6 | MNZ 3 2 | 3º   | 264  |

## Liigações externas
- Perfil no Driver Database